# 安王 (周)
安王（あんおう、生年不詳 - 紀元前376年、在位：紀元前402年 - 紀元前376年）は、周王朝第33代の王。威烈王の子。姫喜（烈王）、姫扁（顕王）らの父。
紀元前386年、斉の大夫田和を斉侯に封じる田氏代斉を行った。太子の姫喜（烈王）が後を継いだ。